# Resolutie 1487 Veiligheidsraad Verenigde Naties
Resolutie 1487 van de Veiligheidsraad van de Verenigde Naties werd op 12 juni 2003 aangenomen door de VN-Veiligheidsraad met 12 stemmen voor en onthoudingen van Frankrijk, Duitsland en Syrië.
Deze resolutie was een verlenging van resolutie 1422 en werd opnieuw op aandringen van de Verenigde Staten aangenomen, die dreigden anders de verlenging van alle VN-vredesmachten te blokkeren.

## Inhoud

### Waarnemingen
Op 1 juli 2002 was het statuut van het Internationaal Strafhof van kracht geworden. Niet alle landen maakten deel uit van dit statuut. Diverse landen bleven internationale misdaden binnen hun nationale jurisdictie behandelen.

### Handelingen
Het Internationaal Strafhof werd wederom gevraagd personeel van een VN-vredesoperatie uit landen die geen partij zijn van het Hof vanaf 1 juli 2003 gedurende 12 maanden niet te vervolgen. Ten slotte werd de lidstaten gevraagd niet te handelen in strijd met deze resolutie. Deze vragen zouden voor zolang nodig elke eerste juli voor een verdere periode van 12 maanden herhaald worden.

## Nasleep
In 2004 weigerde de Veiligheidsraad de uitzondering nogmaals te verlengen. Eerder dat jaar waren foto's opgedoken van Amerikaanse militairen die Irakese gevangenen mishandelden in de Abu Ghraib-gevangenis, waarna de VS inbonden.

## Verwante resoluties
- Resolutie 1422 Veiligheidsraad Verenigde Naties (2002)

Lijst ·  1455 ·  1456 ·  1457 ·  1458 ·  1459 ·  1460 ·  1461 ·  1462 ·  1463 ·  1464 ·  1465 ·  1466 ·  1467 ·  1468 ·  1469 ·  1470 ·  1471 ·  1472 ·  1473 ·  1474 ·  1475 ·  1476 ·  1477 ·  1478 ·  1479 ·  1480 ·  1481 ·  1482 ·  1483 ·  1484 ·  1485 ·  1486 ·  1487 ·  1488 ·  1489 ·  1490 ·  1491 ·  1492 ·  1493 ·  1494 ·  1495 ·  1496 ·  1497 ·  1498 ·  1499 ·  1500 ·  1501 ·  1502 ·  1503 ·  1504 ·  1505 ·  1506 ·  1507 ·  1508 ·  1509 ·  1510 ·  1511 ·  1512 ·  1513 ·  1514 ·  1515 ·  1516 ·  1517 ·  1518 ·  1519 ·  1520 ·  1521